# Dawny gmach Towarzystwa Wzajemnych Ubezpieczeń „Florianka”

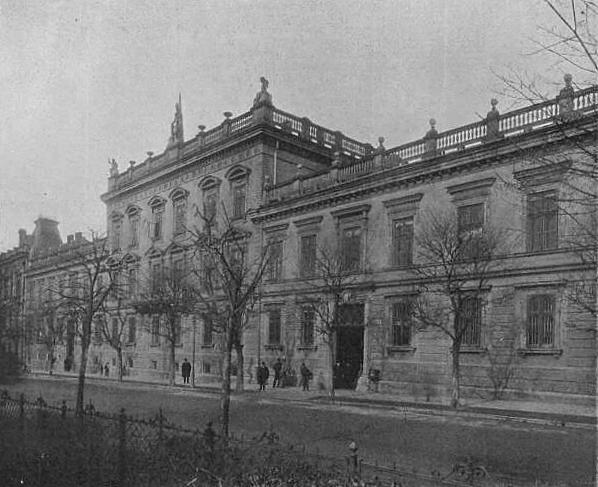
Gmach na przełomie XIX i XX wieku

Dawny gmach Towarzystwa Wzajemnych Ubezpieczeń „Florianka” – zespół budynków przy ul. Basztowej 6–8 w Krakowie. Najstarsze jego części powstały w połowie XIX w., a ostatnie wzniesiono w latach 60. XX w. Obecnie ma tu swoją siedzibę podstawowa szkoła muzyczna oraz liceum muzyczne, a piętrowy budynek z reprezentacyjną salą koncertową należy do krakowskiej Akademii Muzycznej.
Budynek „Florianki” zbudowany został na terenie ogrodów, należących wcześniej do biskupów krakowskich i zakonu pijarów (od 1728). Część ziem odkupił w 1845 r. Antoni Wysocki. Gmach cechuje styl neorenesansowy. Trójdzielna fasada od ulicy Basztowej jest zwieńczona ażurową attyką oraz posągiem św. Floriana, patrona Towarzystwa Wzajemnych Ubezpieczeń – instytucji założonej w 1860 roku z inicjatywy i w wyniku wieloletnich starań ziemianina Franciszka Trzecieskiego.

## Sale reprezentacyjne – aula „Florianka”
W części przylegającej do ulicy Sereno Fenn’a znajduje się piętrowy budynek z dziedzińcem, w którym umieszczone są reprezentacyjne sale należące do Akademii Muzycznej w Krakowie. Szerokie schody prowadzą przez arkadowy krużganek do podłużnego westybulu. Westybul od dawnej sali obrad, a obecnej Sali Koncertowej im. Bronisława Rutkowskiego, nakrytej stropem kasetonowym z rozetami, oddzielają bogato zdobione dwuskrzydłowe drzwi. Ściany podzielone są na dwie strefy; w niższej części mieszczą okna, drzwi oraz lustra, zdobione stiukowymi, plastycznymi maskami kobiecymi i męskimi, a w górnej partii – lustra oraz arkadowe loggie. Z salą koncertową sąsiaduje tzw. sala Senacka.

### Sala koncertowa im. B. Rutkowskiego
We „Floriance” odbywają się najważniejsze wydarzenia mające miejsce w uczelni, a także koncerty oraz nagrania płytowe. Uroczyste nadanie sali imienia Bronisława Rutkowskiego nastąpiło 6 października 1965 roku, gdy na ścianie umieszczona została tablica o treści: „Bronisław Rutkowski 27 I 1898 – 1 VI 1964 artysta i działacz muzyczny, twórca polskiej szkoły organowej, profesor i wielce zasłużony Rektor Państwowej Wyższej Szkoły Muzycznej w Krakowie”.

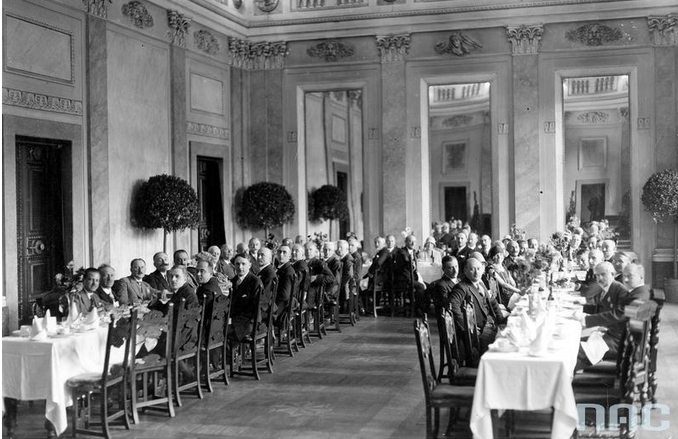
Wizyta parlamentarzystów francuskich w 1929 roku - kawiarnia „Florianka"
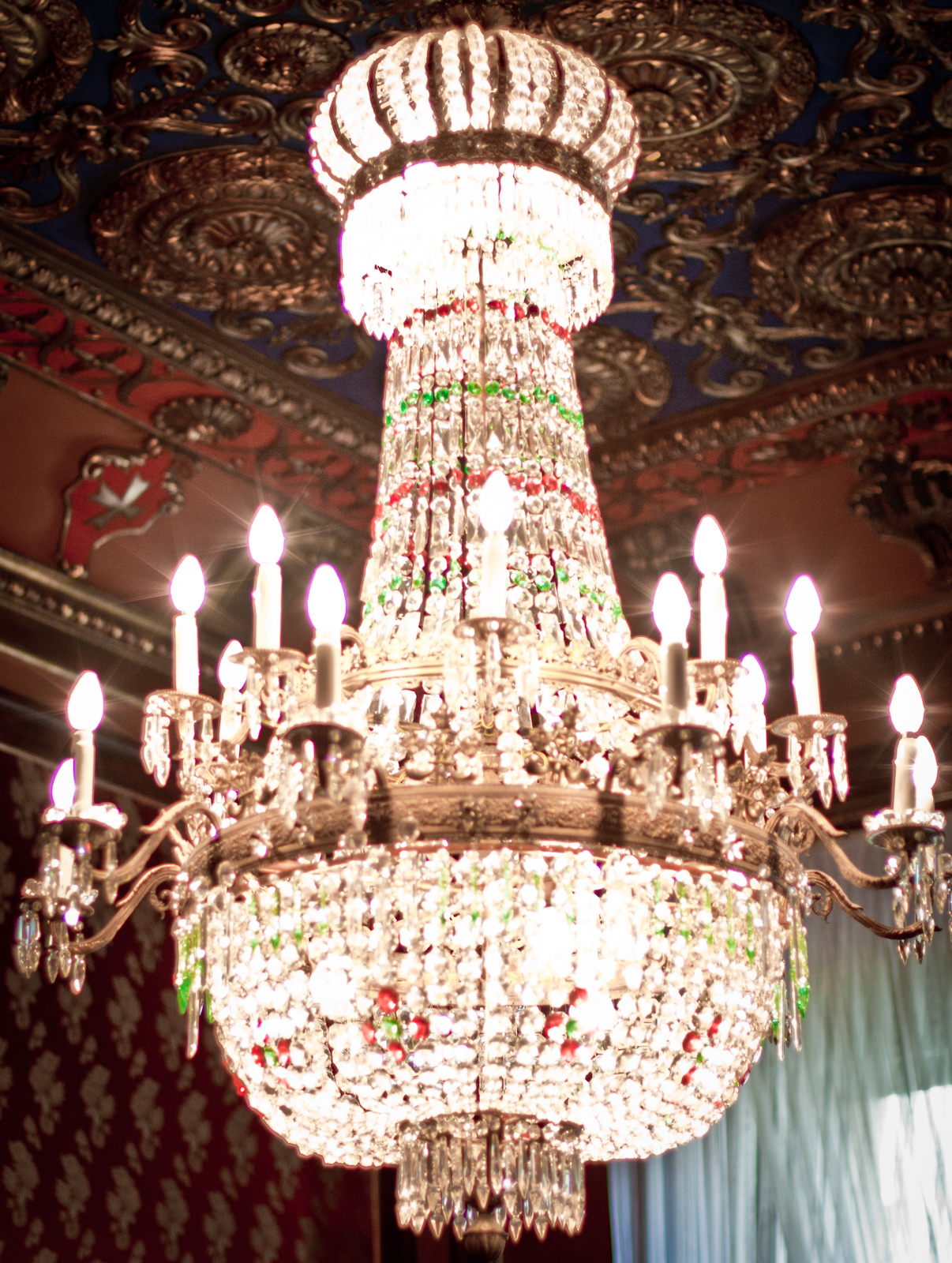
Żyrandol w Sali Senackiej
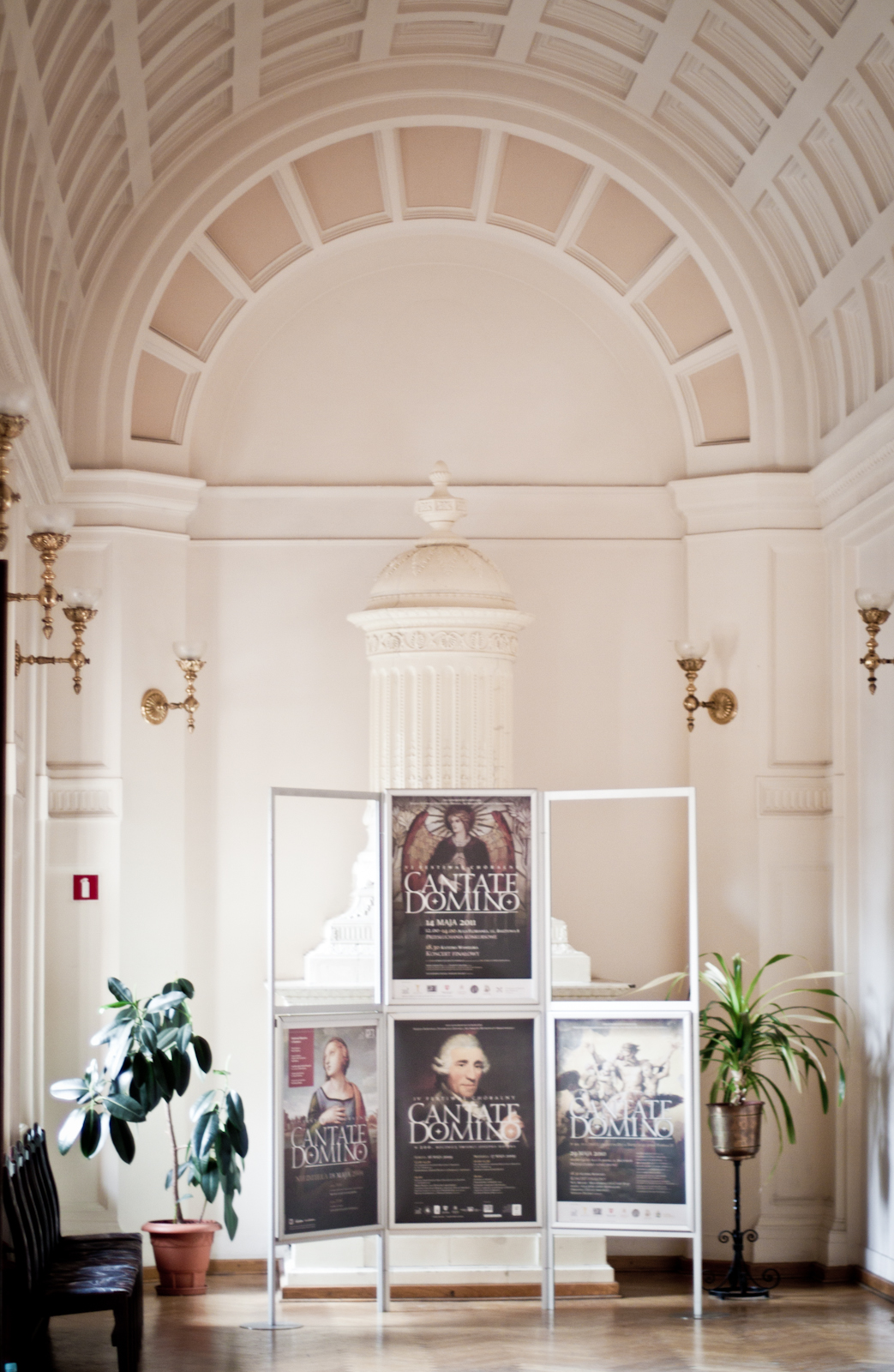
Sala Kominkowa (westybul)
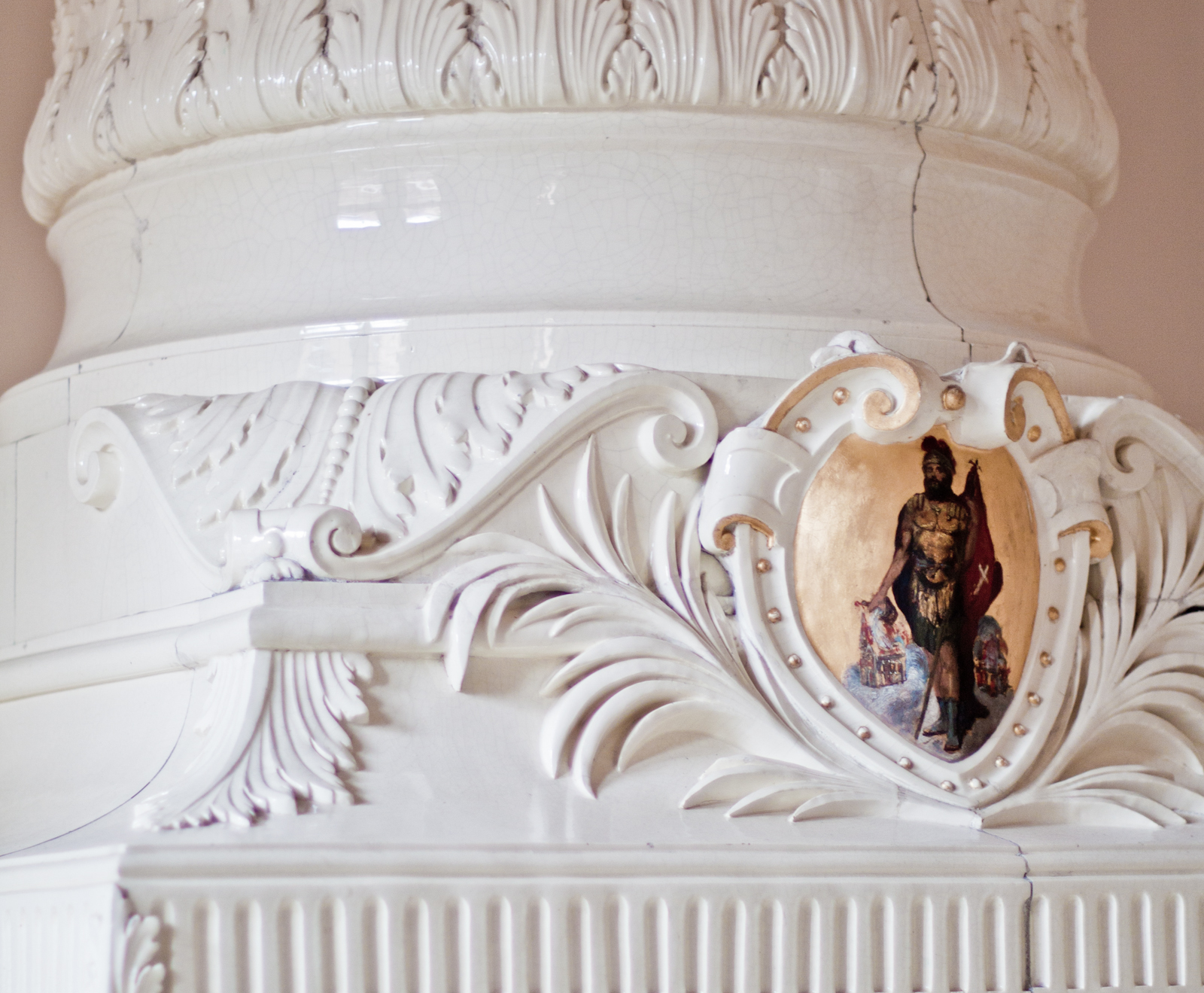
Wizerunek św. Floriana na kominku
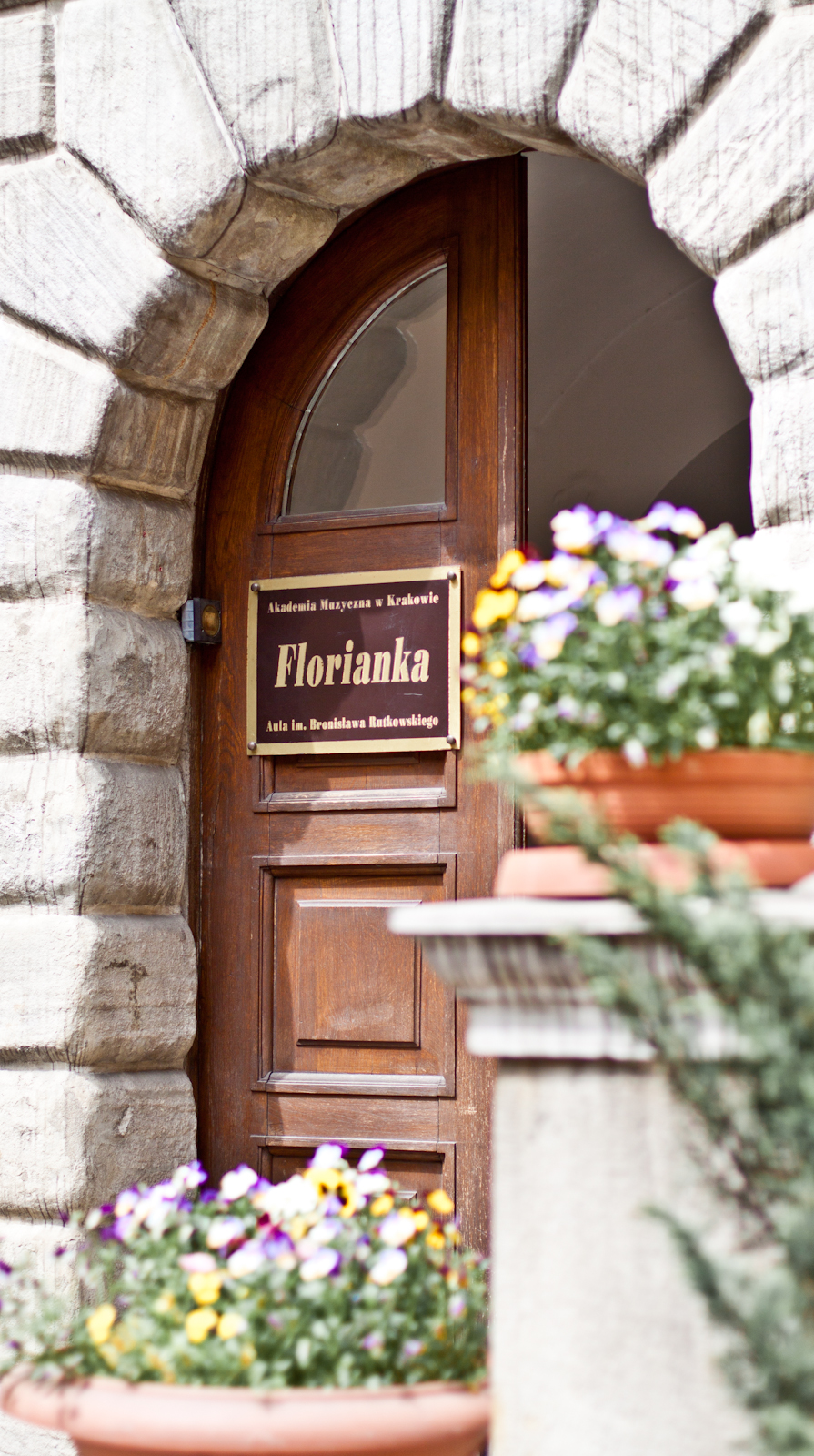
Wejście od strony dziedzińca